# 内蒙羽蛛
内蒙羽蛛（学名：Oxyptila jeholensis）为蟹蛛科羽蛛属的动物。在中国大陆，分布于河北等地。该物种的模式产地在河北。